# روبرت نوغينت لونش
روبرت نوغينت لونش (بالإنجليزية: Robert Nugent Lynch)‏ هو كاهن كاثوليكي أمريكي، ولد في 27 مايو 1941 في تشارلستون في الولايات المتحدة.